# Rotes Wien

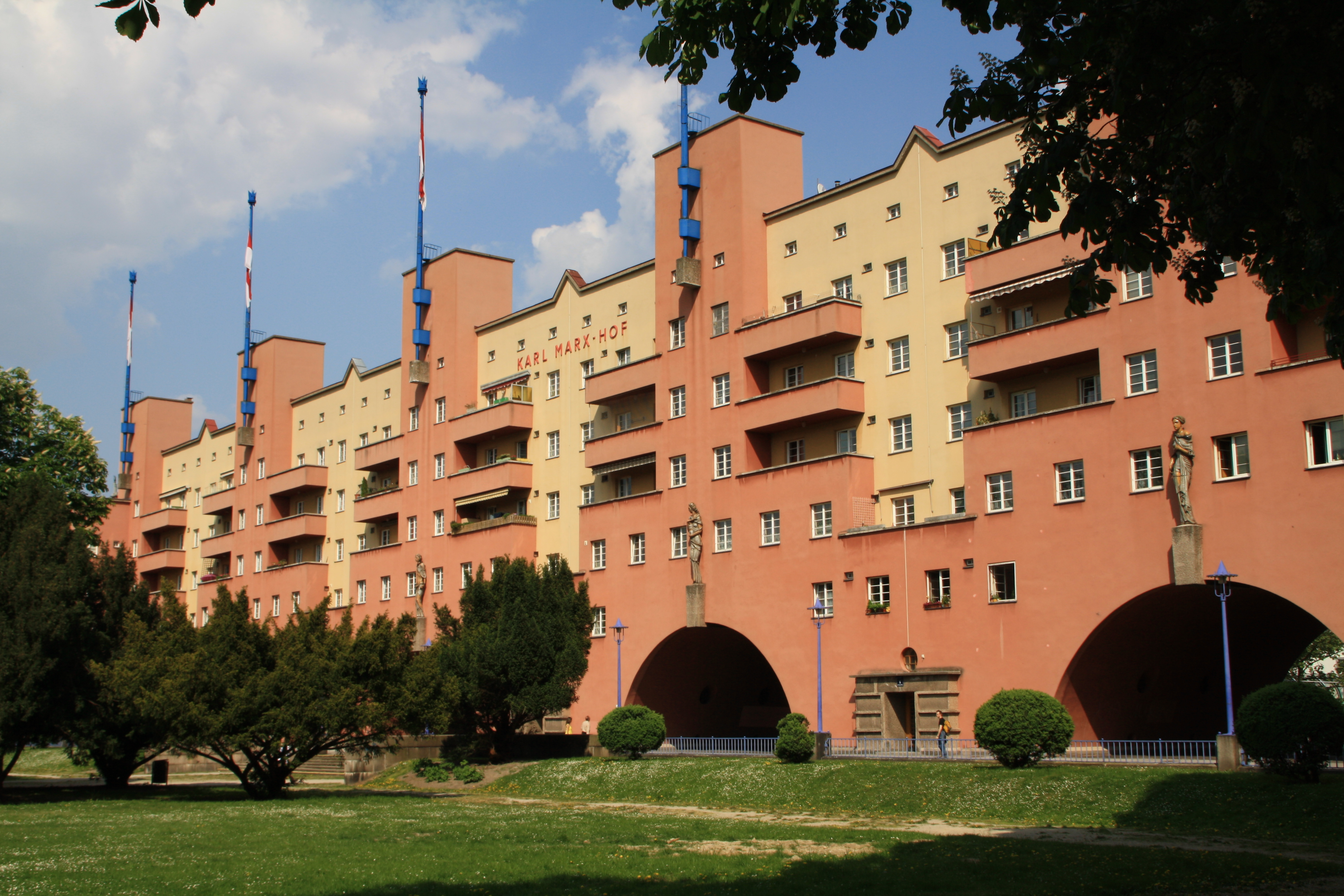
Karl-Marx-Hof

Als Rotes Wien wird die österreichische Hauptstadt Wien in der Zeit von 1919 bis 1934 bezeichnet, als die Sozialdemokratische Arbeiterpartei Deutschösterreichs (SDAP) bei den Wahlen zu Landtag und Gemeinderat wiederholt die absolute Mehrheit erreichte. Die sozialdemokratische Kommunalpolitik dieser Jahre war geprägt von umfassenden sozialen Wohnbauprojekten und von einer Finanzpolitik, die neben dem Wohnbau auch umfangreiche Reformen in der Sozial-, Gesundheits- und Bildungspolitik unterstützen sollte. Die Sozialdemokratie bildete „durch ihre Stellung in Wien einen Machtfaktor, der sich als Blockade gegen die uneingeschränkte Realisierung einer Politik zu Lasten der Lohnabhängigen […] erwies“, einen Gegenpol zur Politik der Christlichsozialen Partei (CS), die damals in den anderen Bundesländern und auf Bundesebene regierte. Das „Rote Wien“ endete 1934, als Bürgermeister Karl Seitz infolge des österreichischen Bürgerkrieges seines Amtes enthoben und verhaftet wurde und die aus der CS hervorgegangene Vaterländische Front (VF) auch in Wien die Macht übernahm.
Da die Sozialdemokraten seit 1945 wieder ununterbrochen den Bürgermeister und die Mehrheit im Wiener Landtag und Gemeinderat stellen, wird der Begriff von politischen Gegnern mitunter auch als polemische Bezeichnung für die von der SPÖ dominierte Stadtverwaltung verwendet.

## Gesellschaftliche Bedingungen

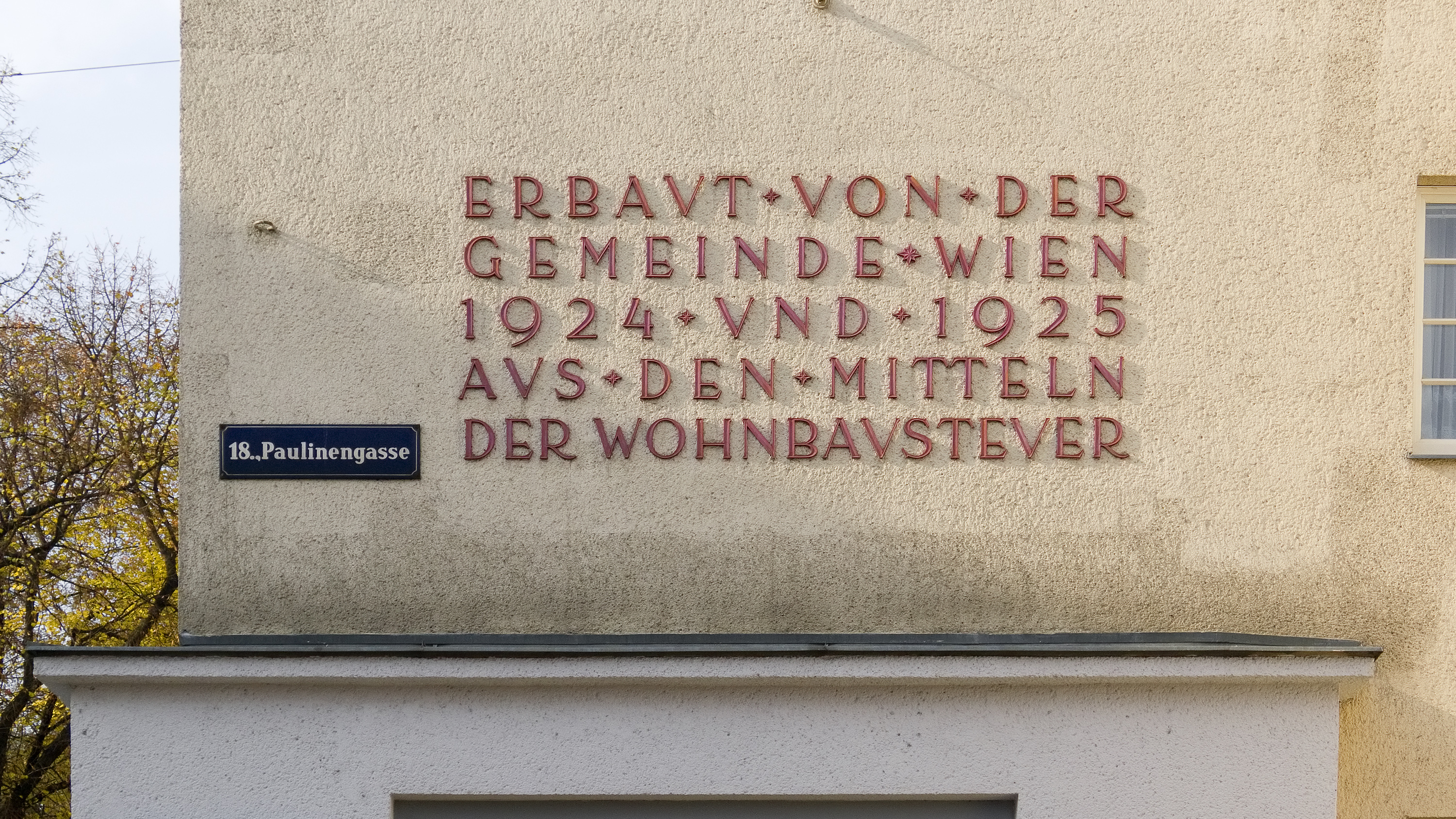
Lindenhof, erbaut 1924–1925 mit der Wohnbausteuer

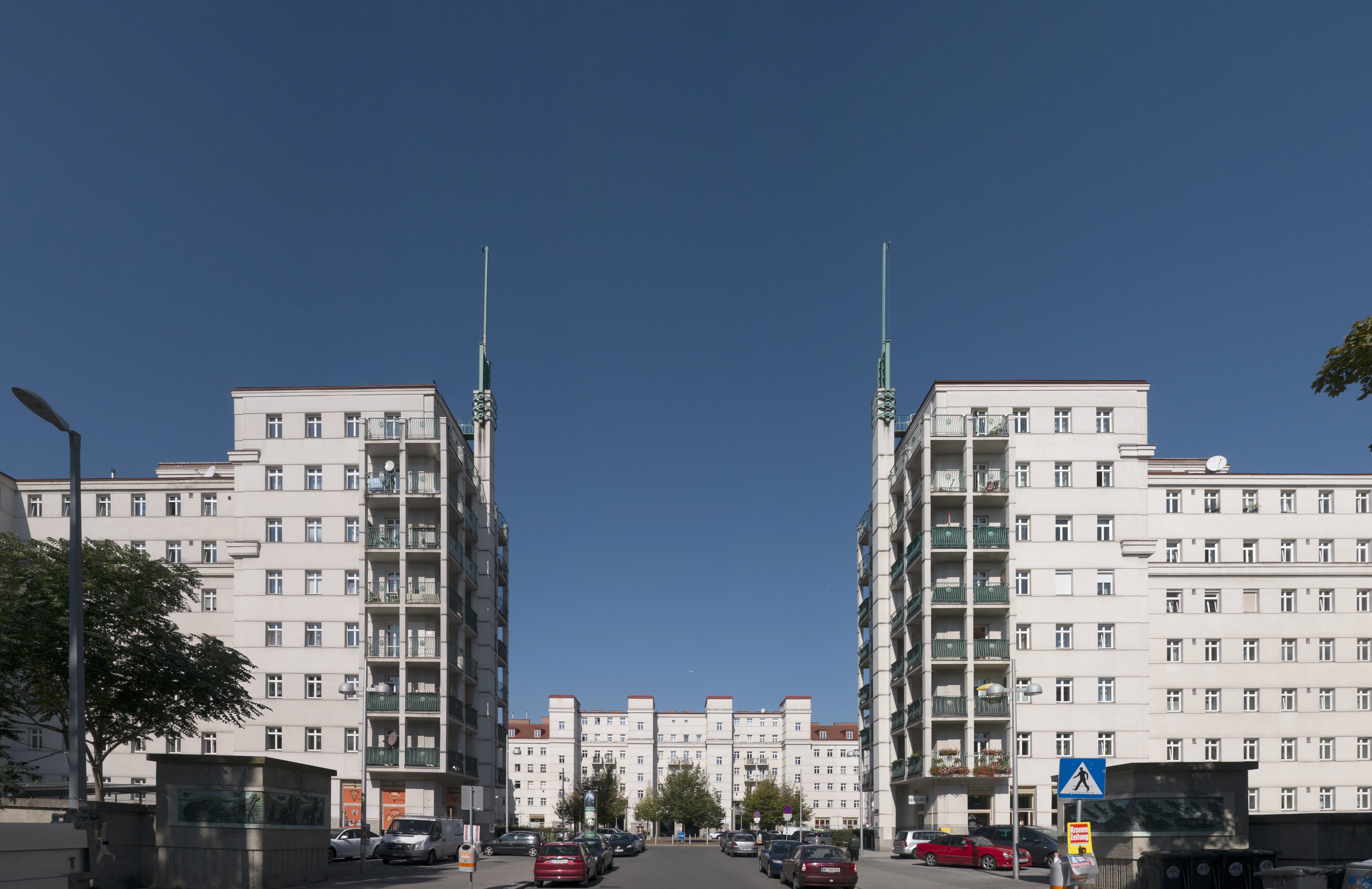
Wohnhausanlage Friedrich-Engels-Platz, erbaut 1930–1933 mit der Wohnbausteuer

Nach dem Ersten Weltkrieg und dem Zusammenbruch der Donaumonarchie wurde in Österreich die Republik ausgerufen. Bei den Gemeinderatswahlen am 4. Mai 1919 waren erstmals Frauen und Männer aus allen Schichten berechtigt, den Gemeinderat zu wählen. Die Sozialdemokratische Partei in Wien errang die Mehrheit. Obwohl die Volksvertreter nun freie Hand hatten, standen sie vor einer schwierigen Aufgabe. Beamte aus Gebieten, die zum Ausland geworden waren, kehrten zu Tausenden in ihre Heimatländer zurück, Flüchtlinge aus dem zeitweise russisch besetzten Galizien und ehemalige Soldaten der k.u.k. Armee kamen zumindest vorübergehend nach Wien.
Die neuen Staats- und Zollgrenzen zur Tschechoslowakei und Ungarn, woher Wien bis dahin versorgt worden war, machten Lebensmittellieferungen nach Wien schwierig. (Mit Hilfe der flächendeckend bestehenden sozialistischen Konsumvereine gelang es, die Lebensmittelversorgung der Stadt sicherzustellen.) Im neuen Österreich wurde die Hauptstadt als „Wasserkopf“ – als viel zu groß für das kleine Land – betrachtet. Dazu kam die kriegsbedingte Hyperinflation, der erst 1925 die Währungsreform von der Krone zum Schilling folgte. Bis dahin hatten Löhne und Gehälter oft schon wenige Stunden nach Auszahlung drastisch an Wert verloren.
In den überfüllten Mietwohnungen und Notunterkünften mit spärlichen sanitären Einrichtungen grassierten Krankheiten wie Tuberkulose („Wiener Krankheit“), spanische Grippe und Syphilis. Zur extremen Wohnungsnot kam die hohe Zahl der Arbeitslosen.
„Waren die letzten Jahrzehnte der Habsburgermacht unter dem Signum ‚hoffnungslos, aber nicht ernst‘ gestanden, so gab es jetzt viele, die einen düsteren Ernst der Lage diagnostizierten, wo sich endlich konstruktive Möglichkeiten für soziales und politisches Handeln zeigten. Für die pragmatische Mehrheit bestand allerdings die vordringlichste Aufgabe darin, diese Möglichkeiten zu nutzen. […] Im neuen Österreich gab es für die Intellektuellen genug positive Arbeit. Für Leute wie Hans Kelsen und Karl Bühler gab es wenig Grund zum Zweifel an der Möglichkeit, Werte im praktischen gesellschaftlichen Leben zu verwirklichen. Eine Verfassung musste ausgearbeitet, ein Parlament eingerichtet, das funktionierende System einer sozialen Demokratie in Gang gebracht werden. […] Es war in den Augen der Pragmatiker eine Zeit des Aufbaus und des Optimismus.“
Der tristen materiellen Ausgangslage standen also beachtliche intellektuelle Ressourcen gegenüber. Der später weltbekannte Sigmund Freud, Arthur Schnitzler, Karl Kraus, Friedrich Torberg und viele andere Wissenschaftler, Künstler, Publizisten und Architekten, die in Wien lebten, standen der Aufbauarbeit der sozialdemokratischen Stadtverwaltung positiv gegenüber und beteiligten sich nicht an der grundsätzlichen Gegnerschaft der Christlichsozialen Partei zum Reformwerk.

## Kommunalpolitik
Die Bundespolitik der Rot-Schwarzen Koalition 1918–1920 brachte bereits sieben Tage nach der Ausrufung der Republik den gesetzlich verankerten Achtstundentag und in der Folge die Arbeitslosenversicherung. Auch die Arbeiterkammer als gesetzliche Interessensvertretung der Arbeiter und Angestellten entstand zu dieser Zeit. Der Reformeifer der Sozialdemokraten wurde jedoch mit zunehmendem Abstand zum Kriegsende von den Christlichsozialen immer weniger geteilt. Die Koalition zerbrach 1920, danach waren die Sozialdemokraten im Gesamtstaat bis 1945 in Opposition oder im Untergrund.
Umso mehr bemühten sie sich, Wien, wo sie praktisch allein regieren konnten, zur Musterstadt sozialdemokratischer Gesellschaftspolitik zu machen. Ihre Politik wurde damals als spektakulär betrachtet und in ganz Europa beachtet. Die Konservativen hassten diese Politik teilweise, konnten jedoch vorerst gegen die Wahlerfolge der Sozialdemokraten in Wien nichts ausrichten.
Wien war seit Jahrhunderten auch Hauptstadt des nunmehrigen Bundeslandes Niederösterreich gewesen. Mit seiner starken sozialdemokratischen Majorität und den Sozialdemokraten aus dem niederösterreichischen Industrieviertel um Wiener Neustadt stellten die „Roten“ auch den ersten demokratischen Landeshauptmann von Niederösterreich, Albert Sever. Da sich das Bauernland nicht von den „Roten“ regieren lassen wollte, die Wiener „Sozis“ sich hingegen von der konservativen Landbevölkerung nicht in ihre Kommunalpolitik dreinreden lassen wollten, waren die beiden großen Parteien bald darin einig, das „rote Wien“ vom „schwarzen Niederösterreich“ zu trennen.
Diese Trennung wurde 1920 in der neuen Bundesverfassung beschlossen, der zufolge Wien seit 10. November 1920 die Rechte eines selbstständigen Bundeslandes hatte und auch sofort seine eigene Stadtverfassung beschloss. (Die Aufteilung der mit Niederösterreich gemeinsamen Institutionen wurde 1921 im Trennungsgesetz vereinbart; am 1. Jänner 1922 war das alte Land Niederösterreich definitiv Geschichte.) Wien wurde 1920 eines der Länder der Republik: Der Bürgermeister war nun auch Landeshauptmann, der Stadtsenat auch Landesregierung, der Gemeinderat auch Landtag. Durch den neuen Status als Bundesland war es der Stadt Wien erstmals möglich, selbständig Steuern zu erheben. Damit war die eigenständige Politik der Gemeinde Wien, wie sich die Stadt, ihren Rang herunterspielend, nannte, gesichert.

## Kommunalpolitische Schwerpunkte

### Städtischer Wohnungsbau und Verkehr

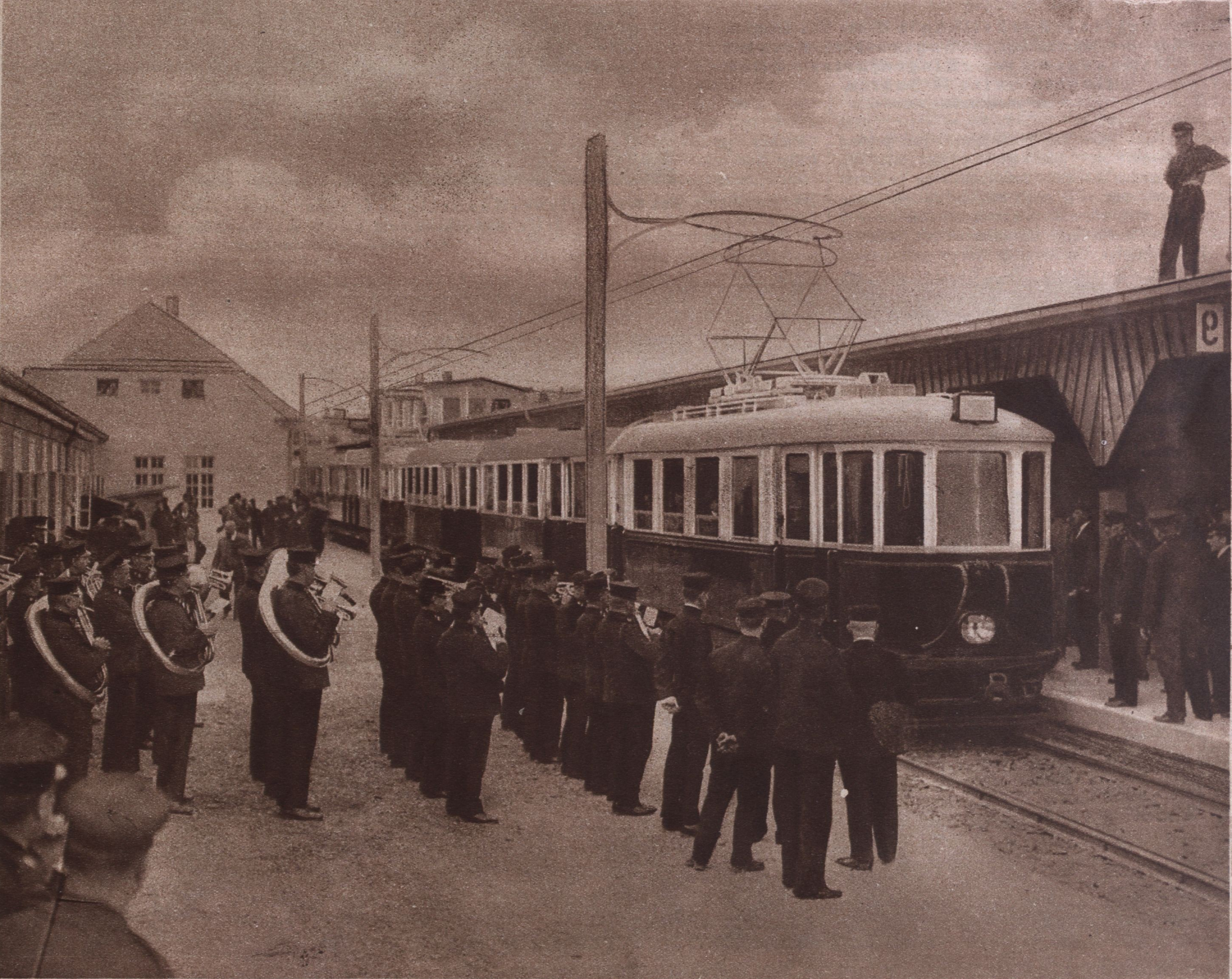
Eröffnung der elektrischen Stadtbahn am 3. Juni 1925

Wegen der extremen Wohnungsnot wurde die Schaffung von neuen Wohnungen das wichtigste Ziel der Sozialdemokraten. Mit dem Wohnanforderungsgesetz des Bundes von 1919 konnte bereits eine bessere Auslastung der Wohnungen erzielt werden. Weil der vom k.k. Gesamtministerium 1917 verordnete und sogleich auf Wien erstreckte Mieterschutz (RGBl. 34 und 36/1917) die Mietzinse auf Vorkriegsniveau festschrieb, lohnte sich das Bauen für Privatleute nicht mehr. Mangels Nachfrage von privater Seite waren Bauland und Baukosten für die Gemeinde günstig.
Von 1925 bis 1934 entstanden auf diese Weise über 60.000 Wohnungen in Gemeindebauten. Große Wohnblocks wurden um Höfe mit weiten Grünflächen gebaut. Berühmte Beispiele sind der Karl-Marx-Hof oder der George-Washington-Hof. Die Wohnungen wurden nach einem Punktesystem vergeben. Familien oder Personen mit einem Handicap erhielten Pluspunkte. Die neuen Wohnungen wurden zu 40 Prozent aus dem Ertrag der im Land Wien eingeführten Wohnbausteuer finanziert, der Rest vornehmlich durch die Fürsorgeabgabe, eine vierprozentige Lohnsummensteuer, die von den Unternehmen im Wesentlichen auf die Konsumenten überwälzt wurde. Damit konnte die Mietzinsbelastung in den städtischen Wohnungen für einen Arbeiterhaushalt auf vier Prozent des Einkommens gesenkt werden, während es vorher 30 Prozent waren. Bei Krankheit oder Arbeitslosigkeit wurde der Mietzins gestundet.
Ein weiteres großes Infrastrukturprojekt der Zwischenkriegszeit war die Eröffnung der Wiener Elektrischen Stadtbahn im Jahr 1925. Sie basierte auf der Infrastruktur der Dampfstadtbahn aus Kaiserzeiten, die von der Gemeinde Wien weitgehend übernommen und – nach jahrelangem Stillstand – elektrifiziert und reaktiviert wurde.

### Finanzpolitik
Maßgebliche Persönlichkeit in der Finanzpolitik des Roten Wien war Hugo Breitner (Finanzstadtrat von 1919 bis 1932). Breitner, der stark von den Ideen Rudolf Goldscheids beeinflusst wurde, übernahm dessen These von der „Finanz-Autarkie“ der öffentlichen Haushalte, d. h., er lehnte es ab, durch Kreditaufnahmen in Abhängigkeit zu Banken und Finanzinstitutionen zu geraten. Ein zentrales Prinzip der Breitner’schen Finanzpolitik war es demnach, laufende Aufgaben, aber auch Investitionen, aus den laufenden Steuereinnahmen zu finanzieren. Breitner vertrat eine grundsätzlich deflationistische Haltung und verfolgte den Grundsatz des Budgetausgleichs. In diesem Zusammenhang achtete er auch konsequent darauf, dass städtische Betriebe kostendeckend arbeiteten und das nötige Kapital für ihre Investitionen ebenfalls selbst erwirtschafteten.
Die Wiener Sozialdemokraten führten landesgesetzlich neue Abgaben ein, die zusätzlich zu den Bundessteuern erhoben wurden (von Kritikern nach Finanzstadtrat Hugo Breitner Breitner-Steuern genannt). Luxus wurde speziell besteuert: Auf Reitpferde, große Privatautos, Dienstpersonal in Privathaushalten, Hotelzimmer, Restaurants, Kaffeehäuser, Hundebesitz, Nachtlokale, Bordelle und andere Luxusgüter und -einrichtungen wurde eine Luxussteuer erhoben. (Um ihren praktischen Nutzen darzustellen, rechnete die Stadtverwaltung vor, welche sozialen Einrichtungen nur aus der Dienstbotensteuer finanziert wurden, die der Wiener Zweig der Familie Rothschild zu begleichen hatte.)
Die neue Wohnbausteuer war ebenfalls progressiv ausgestaltet. Aufgrund des noch in der Endphase des Ersten Weltkriegs eingeführten Mieterschutzes und der nominell eingefrorenen, durch die Inflation entwerteten Mietzinse war der vor 1914 dominierende private Mietwohnungsbau zum Erliegen gekommen. Die Wohnbausteuer diente nun dazu, den Wohnungsbau seitens der Gemeinde wieder anzukurbeln (dennoch betrug auch im obersten Segment die Gesamtbelastung von Miete plus Wohnbausteuer nur 20 bis 37 Prozent). Durch diese Maßnahmen wurden die niedrigen Einkommen entlastet und die höheren belastet. Die stark progressive Ausgestaltung der Wohnbausteuer führte z. B. dazu, dass 0,5 Prozent der Immobilien fast 45 Prozent des Steueraufkommens der Wohnbausteuer erbrachten. Trotz allen Unkenrufen aus Wirtschaftskreisen konnte Wien den prozentuellen Anteil seiner Arbeitslosen im Vergleich mit dem übrigen Österreich oder mit Deutschland senken. Investitionen der Gemeinde wurden direkt durch Steuereinnahmen und nicht über Kredite finanziert. Damit blieb man unabhängig von Kreditgebern, und das Budget wurde nicht durch Schuldzinsen belastet. Auch die Mietzinse der städtischen Wohnungen konnten dadurch tief gehalten werden.
In weiten Kreisen der Wiener Bevölkerung fanden die Breitner-Steuern Zustimmung, da sich diese, so die herrschende Meinung, insbesondere gegen Spekulanten und Kriegsgewinnler richteten, deren Lebensstil als provokant und unmoralisch empfunden wurde. Somit erlangten die Gemeindeabgaben des Roten Wien auch eine symbolische Bedeutung als Zeichen einer neuen Moral aus Arbeit und Sparsamkeit, die der augenscheinlich verantwortungslosen Verschwendung durch die wohlhabenden Schichten gegenübergestellt wurde.
Andererseits musste Hugo Breitner, der es – im Unterschied zu den Sozialdemokraten seit 1945 – grundsätzlich ablehnte, Sozialleistungen aus Krediten zu finanzieren, diese Leistungen kürzen, als die Bundesregierung anfangs der dreißiger Jahre begann, das Rote Wien über den Länderfinanzausgleich finanziell deutlich zu benachteiligen.

### Sozial- und Gesundheitspolitik

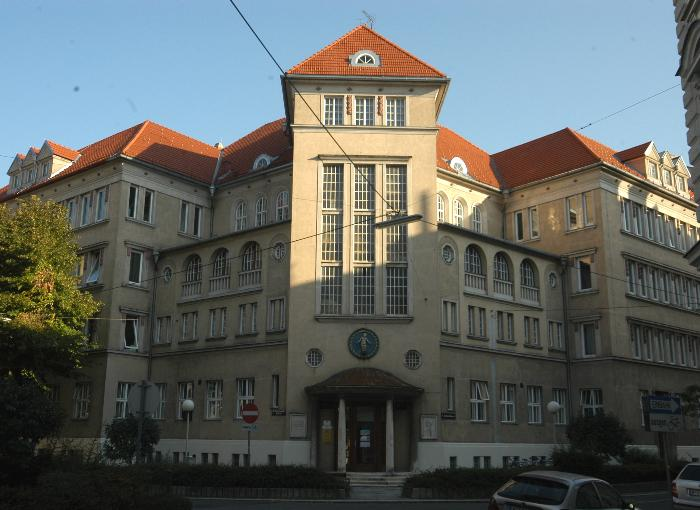
Kinderübernahmestelle der Gemeinde Wien, heute: Julius-Tandler-Familienzentrum

Die städtische Sozial- und Gesundheitspolitik wurde durch günstige Leistungen der städtischen Gas- und Elektrizitätswerke und der Müllabfuhr verbessert. Für jeden Säugling bekamen Mütter gratis ein Wäschepaket, damit „kein Wiener Kind mehr in Zeitungspapier gewickelt werden musste“. Zur Erleichterung der Berufstätigkeit der Mütter, und um der Verwahrlosung von Kindern auf der Straße vorzubeugen, wurden Horte, Kindergärten und Kinderfreibäder eingerichtet. Die medizinische Versorgung der Bevölkerung war kostenlos. Es gab Angebote für Kuraufenthalte und Ferienkolonien sowie öffentliche Bäder und Sportanlagen zur Körperertüchtigung. Nach den Worten des Sozial- und Gesundheitsstadtrates Julius Tandler war man sich der gesamtgesellschaftlichen Dimension dieser Maßnahmen bewusst: „Was wir für die Jugendhorte ausgeben, werden wir an Gefängnissen ersparen. Was wir für Schwangeren- und Säuglingsfürsorge verwenden, ersparen wir an Anstalten für Geisteskranke.“ Tandler gründete 1925 die Kinderübernahmestelle der Gemeinde Wien. Der Steigerung der Sozialausgaben auf das Dreifache der Vorkriegszeit stand eine Reduktion der Säuglingssterblichkeit unter den österreichischen Durchschnitt und der Tuberkulose um die Hälfte gegenüber.

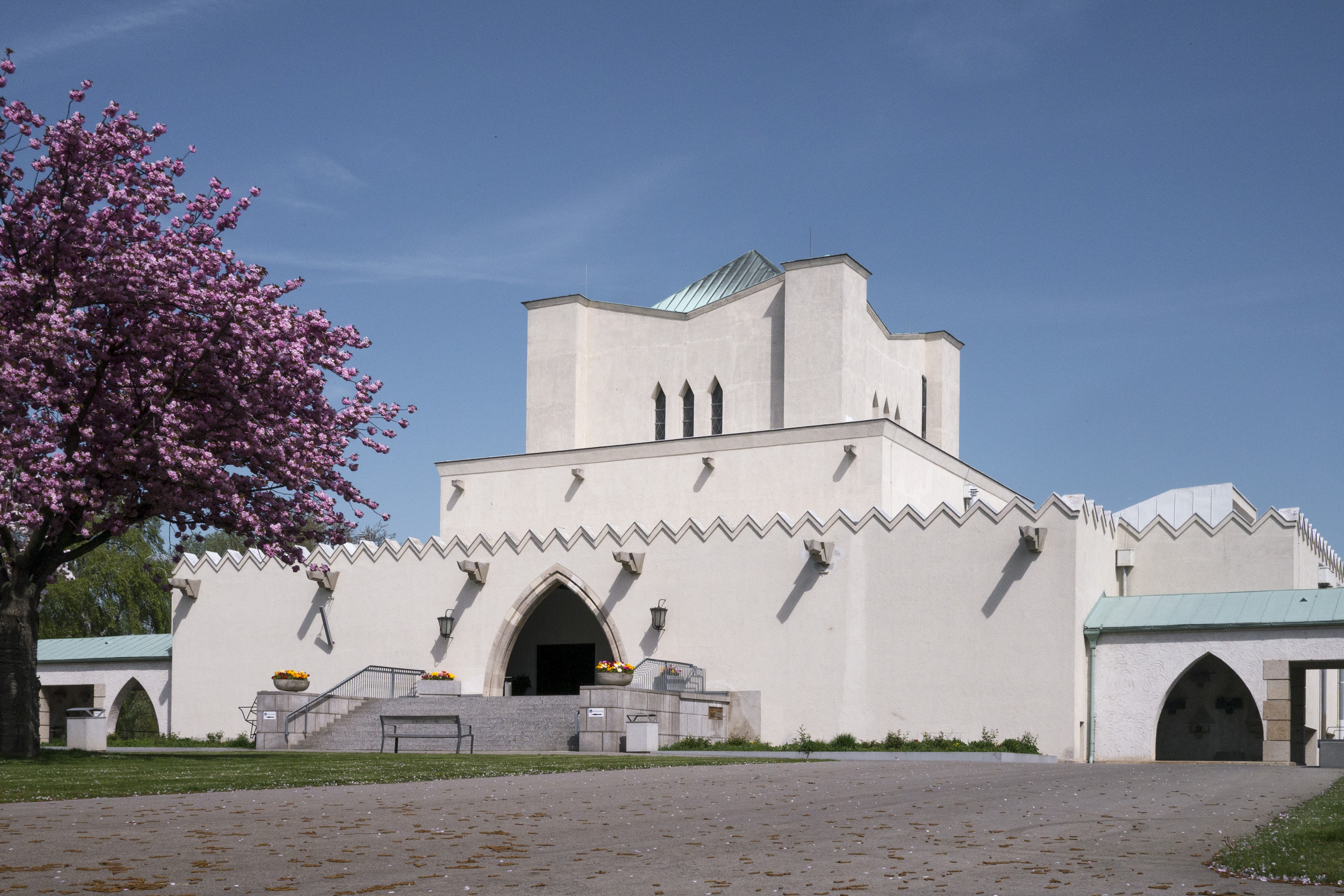
Feuerhalle Simmering

Zu den Maßnahmen der sozialdemokratisch orientierten Kommunalpolitik gehörte auch die Errichtung der Feuerhalle Simmering als erstes österreichisches Krematorium. Die Befürworter der Feuerbestattung, vor allem der am 15. April 1904 gegründete Arbeiter-Zweig des Feuerbestattungsvereins Die Flamme, hatten sich seit Jahrzehnten für die Errichtung von Krematorien in Österreich eingesetzt, diesbezügliche Anträge waren von den Behörden aber stets zurückgewiesen worden. 1921 genehmigte schließlich der Wiener Gemeinderat die Errichtung eines Krematoriums in Wien. Am 17. Dezember 1922 erfolgte die feierliche Eröffnung der Feuerhalle Simmering durch Bürgermeister Reumann, obwohl ein noch am Vortag vom christlichsozialen Minister Richard Schmitz eingebrachter Antrag dies verhindern sollte. Es folgte eine Klage gegen Reumann beim Verfassungsgerichtshof, der schließlich 1924 zugunsten der Feuerhalle entschied.

### Bildungspolitik

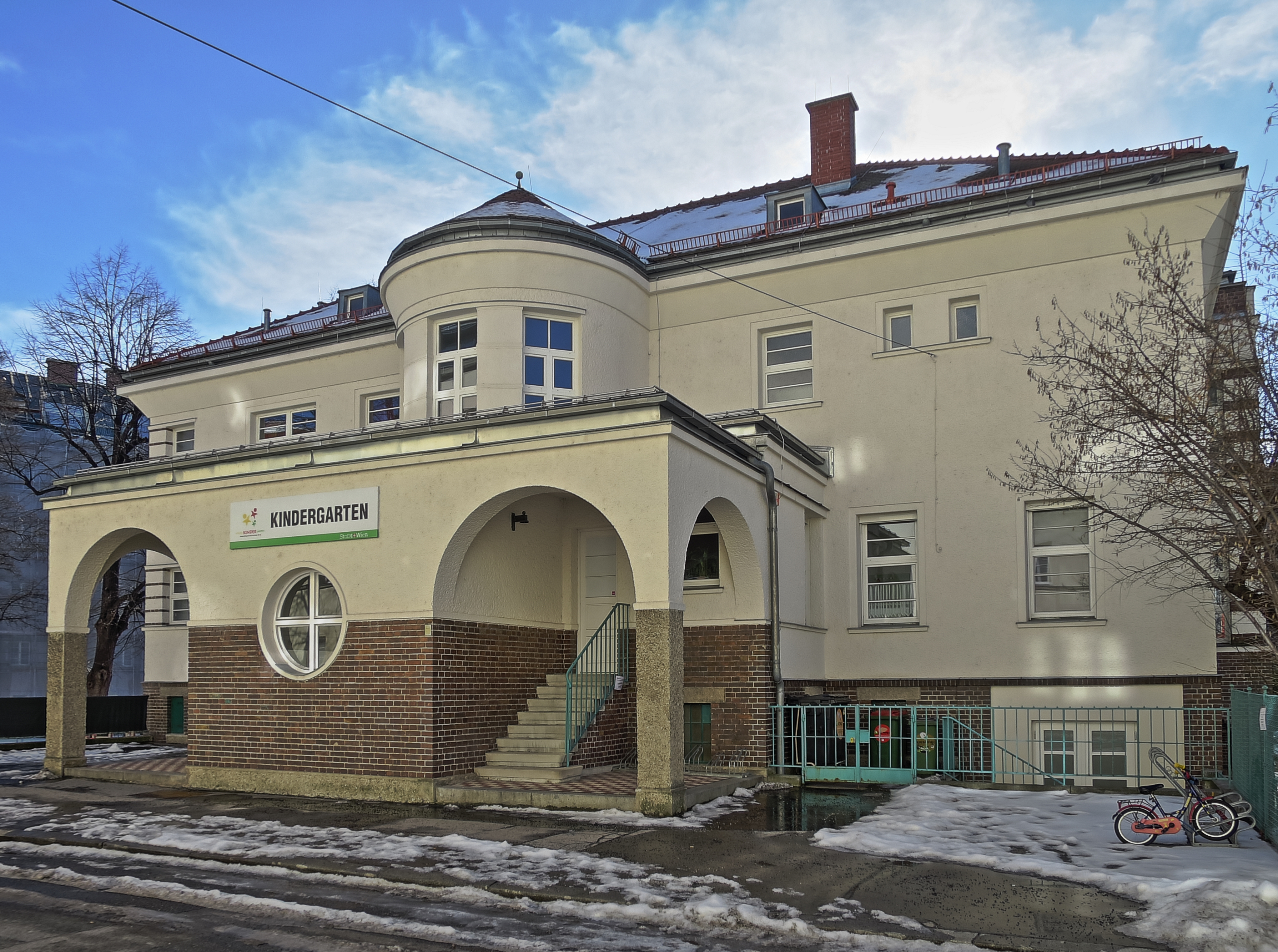
Kindergarten im Goethehof

Trotz eingeschränkter Kompetenzen, da Bildung Sache des Bundes war, wurde in Wien eine Schulreform in Angriff genommen. Otto Glöckel, der von 1919 bis 1920 sozialdemokratischer Unterrichtsminister in Österreich war, wurde als Leiter des Wiener Stadtschulrates zur treibenden Kraft der Wiener Schulreform. Die Bildungsreform profitierte davon, dass das Wien Sigmund Freuds und Alfred Adlers eine Hochburg der noch jungen Tiefenpsychologie war. Am „Schaltbrett der Erziehung“, in der Lehrerausbildung, in der Elternberatung usw. wirkten vor allem individualpsychologisch ausgebildete Lehrer, Ärzte und Sozialarbeiter. Neue Formen der Schulorganisation (Arbeitsschule), der Schülermitbestimmung und der Erwachsenenbildung wurden erprobt. Der kostenlose Schulbesuch und Stipendien sollten allen Schichten gleiche Bildungschancen ermöglichen und das Volk zur demokratischen Mitbestimmung befähigen. Nach der Theorie des Austromarxismus war es notwendig, Kinder und Erwachsene zunächst zu bilden und zu kultivieren, damit sie dann in einem späteren Schritt, als „neue Menschen“, den Sozialismus verwirklichen könnten. Die Sozialdemokratie sah sich insofern zuvorderst als „Bildungsbewegung“. Trotz Widerständen aus kirchlich-konservativen Kreisen wurde der Religionsunterricht von der Kirche getrennt. Im Schloss Schönbrunn bestand unter der Leitung von Otto Felix Kanitz von 1919 bis 1924 die Schönbrunner Erzieherschule, eine pädagogische Ausbildungseinrichtung der damaligen österreichischen Kinderfreunde.

### Kultur und Freizeit

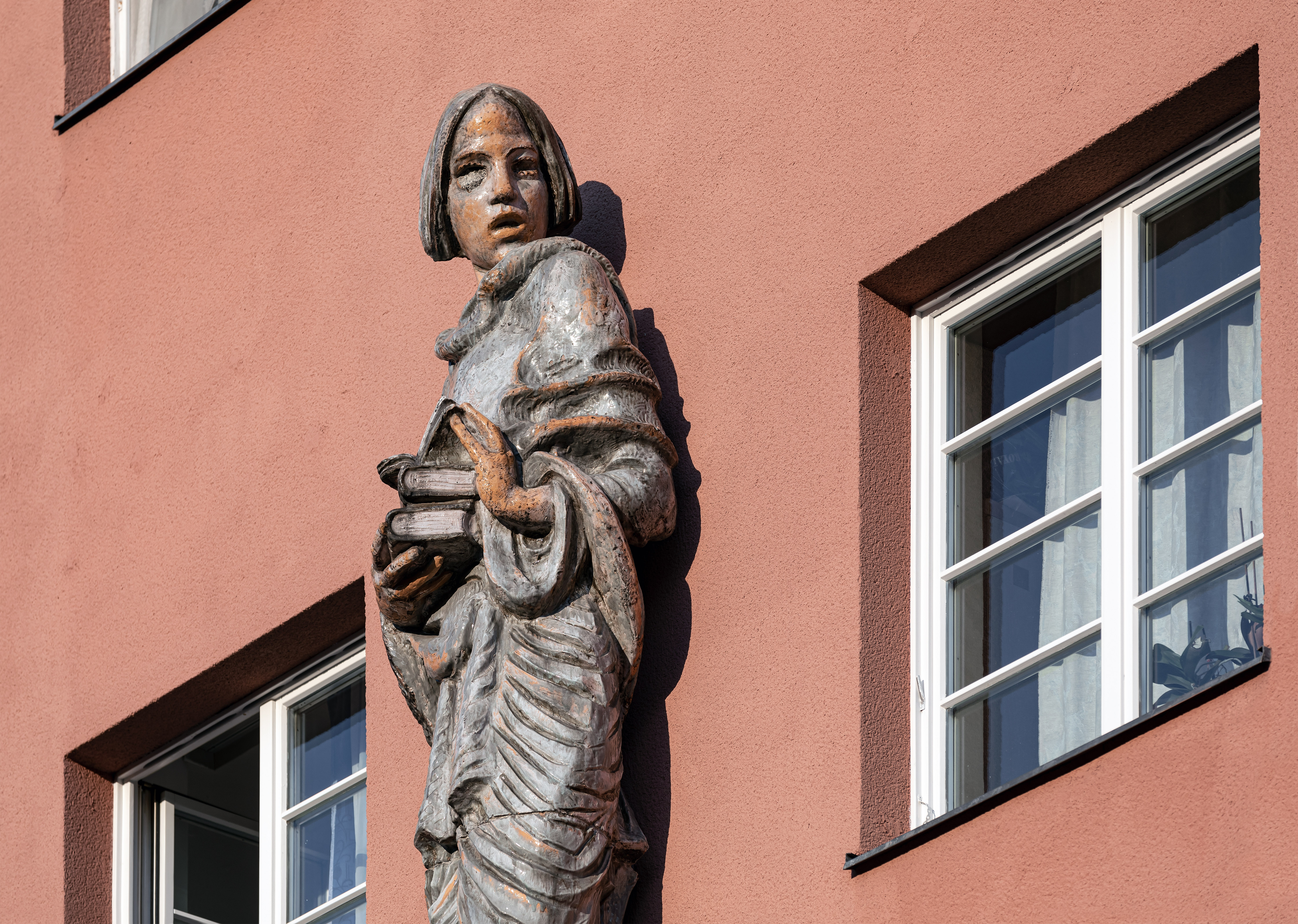
Statue Aufklärung, Karl-Marx-Hof

Die Sozialdemokratische Partei kümmerte sich in Institutionen, die man heute „Vorfeldorganisationen“ der Partei nennen würde, um den kulturellen, sportlichen und gesellschaftlichen Sektor. Gefördert wurden über fünfzig sozialdemokratische Vereine für verschiedenste Interessen, eingeschlossen Sportvereine zur Kräftigung des „Körpers für den Kampf der Arbeiterbewegung“. Neben dem eigentlichen Vereinszweck gab es immer auch Bildungsarbeit und Geselligkeit. Obwohl in diesen Vereinen selbst das Privatleben der Parteimitglieder sozialistisch gestaltet wurde, blieben die meisten Parteimitglieder zu Hause der kleinbürgerlichen Welt verhaftet. Einige Vereine bestehen – teils unter geändertem Namen – bis heute, beispielsweise:
- Arbeiter-Abstinentenbund
- Auto-, Motor- und Radfahrerbund (ARBÖ)
- Arbeitsgemeinschaft für Sport und Körperkultur (ASKÖ)
- Wiener Arbeiter Turnverein (WAT)
- Arbeiter-Samariter-Bund (ASB)
- Sozialistische Arbeiter-Jugend (SAJ)
- Freie Schule – Kinderfreunde

Im Juli 1926 wurden in Wien ein Automobil-Blumenkorso, ein Riesenfeuerwerk auf der Hohen Warte, das Arbeiter-Turn- und Sportfest (60.000 Teilnehmer) und das Deutsche Turnerfest (50.000 Teilnehmer) gefeiert. Im September 1926 fand die Enthüllung des Dr.-Karl-Lueger-Denkmals (60.000 Teilnehmer) statt. 1928 war Wien Veranstaltungsort des 10. Deutschen Sängerbundesfestes, an dem laut Polizeibericht über 200.000 Personen teilnahmen. 1929 gab es einen Gewerbefestzug, einen Katholikentag und ein Sozialistisches Jugendtreffen als Großveranstaltungen.
1928–1931 baute die Stadtverwaltung das (Prater-)Stadion. Es wurde im Juli 1931 mit der II. Arbeiterolympiade eröffnet. Die Aufführung des Films Im Westen nichts Neues nach dem Roman von Erich Maria Remarque führte zu tagelangen, stürmischen Gegenkundgebungen der Nationalsozialisten. Im September 1933 – das Parlament war bereits ausgeschaltet – trafen einander Hunderttausende aus In- und Ausland beim Katholikentag, der (250 Jahre nach 1683) mit einer großen „Türkenbefreiungsfeier“ verbunden wurde. Nun blieben kulturelle und sportliche Massenveranstaltungen dem sich formierenden Ständestaat vorbehalten; der traditionelle Maiaufmarsch war den Sozialdemokraten 1933 bereits verboten worden.

## Politiker

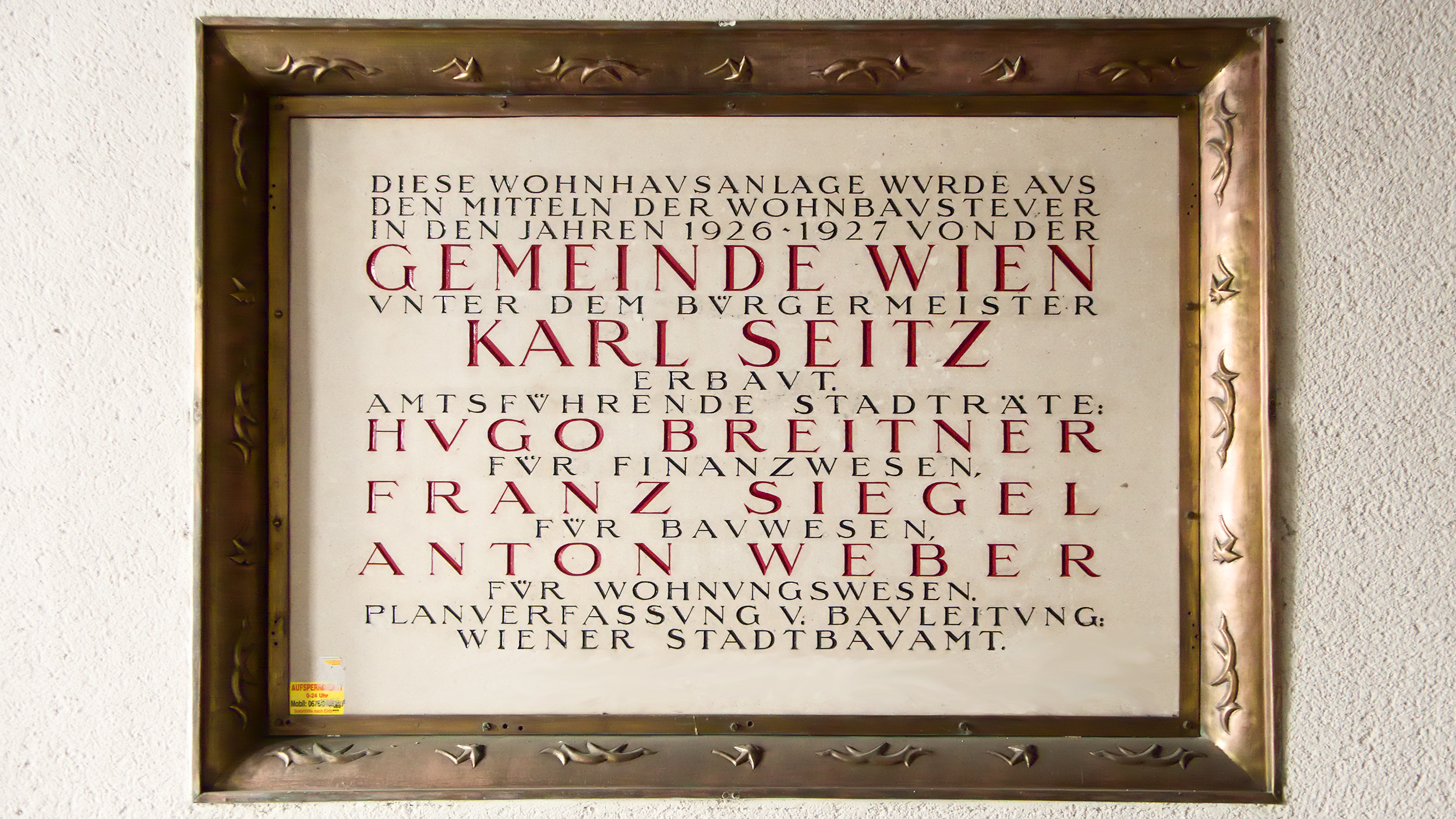
Tafel an einem Wiener Gemeindebau mit Hinweis auf die Wohnbausteuer und Nennung von Karl Seitz, Hugo Breitner, Franz Siegel und Anton Weber

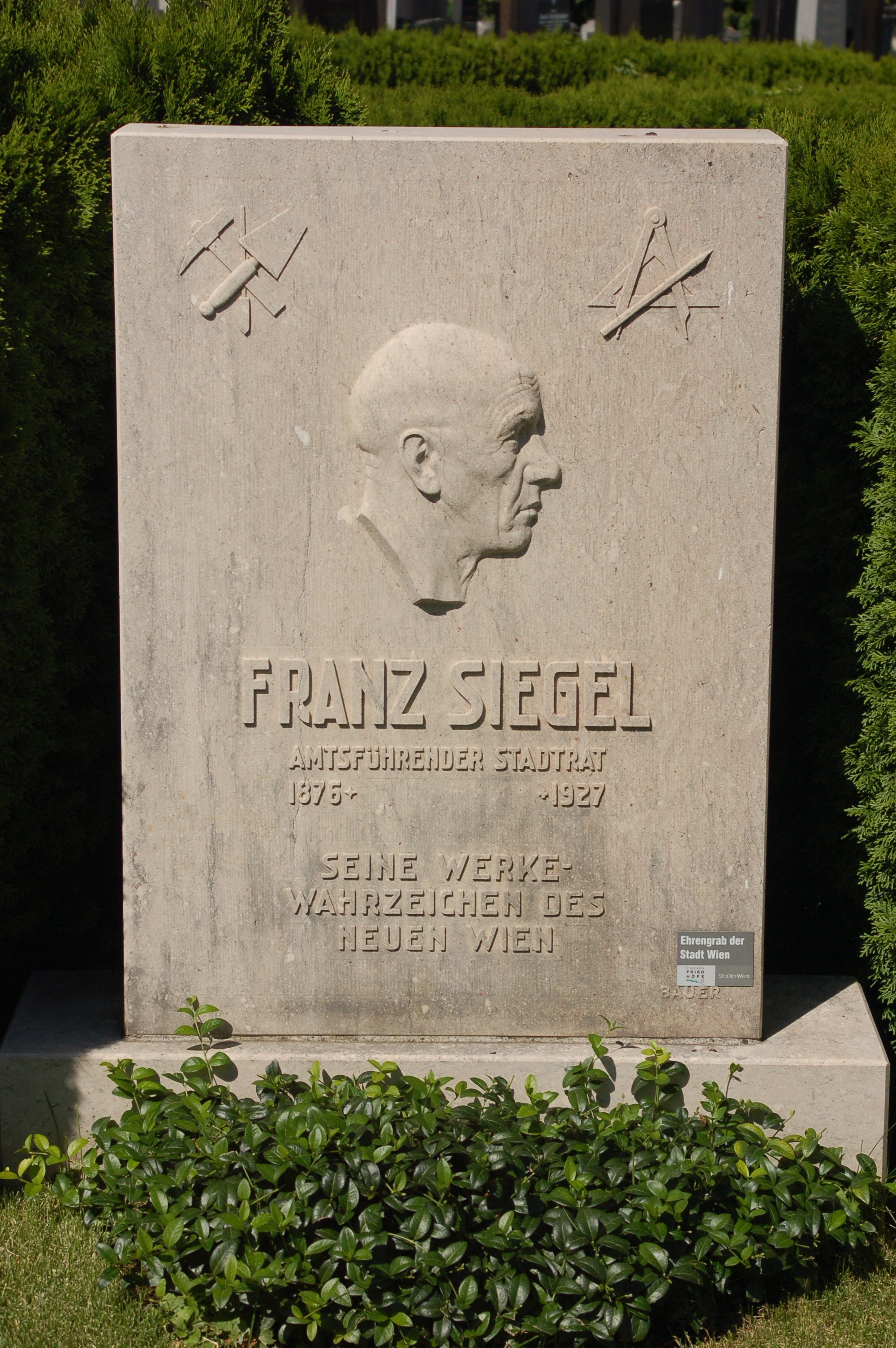
Grabstein von Franz Siegel mit Hinweis auf das „Neue Wien“

Die politische Führung des „Roten Wien“ lag bei den Stadtsenaten und Landesregierungen Reumann, Seitz I, II und III. Für die sozialdemokratisch orientierte Kommunalpolitik stehen vor allem folgende Mandatare:
- Jakob Reumann, 1919–1923 erster sozialdemokratischer Bürgermeister
- Karl Seitz, Bürgermeister 1923 bis zu seiner gewaltsamen Entfernung aus dem Rathaus 1934
- Hugo Breitner, Finanzstadtrat
- Robert Danneberg, Landtagspräsident
- Julius Tandler, Sozial- und Gesundheitsreformer
- Otto Glöckel, Schulreformer
- Franz Siegel, Wohnbaustadtrat und Technische Angelegenheiten (Verwaltungsgruppe V)

## Opposition und Kritik
Die wesentliche Stütze der Herrschaft der SDAP in Wien war die Arbeiterschaft, deren Wahlpotential die Christlichsoziale Partei, die bedeutendste Oppositionspartei im Roten Wien, nie ausschöpfen konnte. Außerdem hatte die CSP durch ihren vehementen Antisemitismus die geschäftsschaffenden Juden als potentielle Wählerschaft vergrault.
Gab es nach der Landtags- und Gemeinderatswahl 1923 noch eine größere Anzahl an Fraktionen im Gemeinderat, reduzierten sie sich 1927 auf zwei Parteien (SDAP und CSP). Die CSP, angeführt vom moderaten, aber antisemitischen Leopold Kunschak, kritisierte die Politik des Roten Wien teilweise heftig. Statt Kommunalbauten wollte die CSP lieber das (laut ihr bei der SDAP vernachlässigte) Genossenschaftssystem ausbauen, Ignaz Seipel befürchtete eine staatliche Abhängigkeit der gemeinen Bevölkerung und eine architektonische Verwahrlosung. Auch die Finanzierungspolitik von Finanzstadtrat Hugo Breitner wurde abgelehnt, die CSP wollte lieber Anleihen aufnehmen, als breitgefächerte Steuern zu erheben. (Nach 1945 war es genau umgekehrt.) Die Trennung von Bildung und Kirche war den Konservativen ein Dorn im Auge, außerdem befürchtete man eine verstaatlichte Erziehung. Mit dem Einzug der österreichischen NSDAP in den Gemeinderat im Jahr 1932 wurde das Klima im parlamentarischen Gremium immer rauer.